# Gameboys
Gameboys è una webserie boys' love filippina diretta da Ivan Andrew Payawal. Presentata come un computer screen film, la serie vede come protagonisti Kokoy De Santos e Elijah Canlas nei panni di due ragazzi, un giocatore in live streaming e il suo fan, che si sono ritrovati online durante la pandemia di COVID-19 del 2020 e la quarantena della comunità dell'isola di Luzon.

## Trama

### Stagione 1
Durante la quarantena di Luzon per la pandemia di COVID-19 del 2020, il giocatore in live streaming Cairo Lazaro (Caimazing) perde in un gioco online contro Gavreel Alarcon (Angel2000). Quando Cairo invita Gavreel per una rivincita, Gavreel gli confessa di essere innamorato di lui e gli chiede un appuntamento. Sebbene Gavreel vinca la rivincita e continui ad esprimere il suo amore per il Cairo, Cairo esita a esprimere i suoi sentimenti. Mentre entrambi si legano lentamente tra loro, Cairo fa anche amicizia con Pearl, l'ex ragazza di Gavreel ed ora la sua migliore amica. Nel frattempo, Cairo sta anche vivendo problemi familiari poiché suo padre è stato ricoverato in ospedale a causa dell'infezione da coronavirus.
Terrence, l'ex fidanzato di Gavreel, dopo aver rotto con la sua ragazza cerca di tornare con Gavreel. In un tentativo, Terrence crea una spaccatura tra Gavreel e Cairo facendo credere a Cairo che Gavreel abbia usato sua nonna, Lola Cora, morta l'anno prima, per stare con Cairo. Più tardi, Cairo si rende conto del suo errore di credere a Terrence e si scusa con Gavreel. Terrence viene successivamente affrontato da Gavreel, Cairo e Pearl in una riunione di gruppo nella quale Gavreel ribadisce a Terrence che non ha alcuna intenzione di tornare insieme a lui e che è innamorato di Cairo.
Proprio quando le cose stanno migliorando tra Cairo e Gavreel, Cairo apprende da suo fratello maggiore, London, che loro padre non sta per niente bene. Cairo si sente in colpa per la situazione di suo padre. Si scopre infatti che Cairo è scappato di casa e suo padre è stato infettato dal virus mentre lo cercava. La storia rivela inoltre il motivo per cui Cairo è scappato: Risa, l'ex migliore amica di Cairo che aveva una cotta per lui, ha annunciato alla sua famiglia e ai suoi amici sui social che il ragazzo è gay. Incapace di affrontare la sua famiglia circa la sua sessualità, Cairo è scappato di casa. Più tardi, la madre del Cairo, Leila, lo informa in lacrime che suo padre è morto.
Gavreel e Pearl continuano a sostenere Cairo durante il suo lutto. Sia Terence che Risa si scusano per i loro errori e per i problemi che hanno causato nelle vite di Cairo e Gavreel. Nel frattempo, Leila ha deciso di trasferire la famiglia nella provincia di Bukidnon, cosa che Cairo accetta con esitazione. Cairo alla fine confessa il suo interesse per Gavreel. Successivamente, Cairo e Gavreel si incontrano di persona per la prima volta grazie all'aiuto di Pearl.

## Interpreti e personaggi

### Principali
- Elijah Canlas è Cairo Lazaro, un giocatore in live streaming con nome utente, Caimazing, inseguito da un giocatore e fan sconosciuto, Angel2000.
- Kokoy de Santos è Gavreel Mendoza Alarcon, un giocatore sconosciuto con nome utente, Angel2000; fan di Cairo e suo ammiratore segreto.

### Ricorrenti
- Adrianna So è Pearl Gatdula, l'ex ragazza di Gavreel che è diventata la sua migliore amica.
- Kyle Velino è Terrence Carreon, ex fidanzato di Gavreel e rivale del gioco online di Cairo con il nome utente, GavreelsOnlyLove.
- Jerom Canlas è London Lazaro, il fratello maggiore di Cairo.
- Miggy Jimenez è Wesley Torres, l'amica d'infanzia del Cairo con nome utente, masterwesley.
- Sue Prado è Leila Lazaro, la madre di Cairo.
- Rommel Canlas è Arthur Lazaro, il defunto padre di Cairo.
- Angeli Nicole Sanoy è Risa Vargas, l'amico di Cairo.
- Kych Minemoto è Achilles De Dios, ex di Terrence ed ora suo amico intimo.

## Produzione

### Sviluppo
Il 15 luglio 2020, The IdeaFirst Company ha annunciato che il marchio di servizi cellulari di Globe Telecom, TM, avrebbe presentato gli episodi della serie. Il 21 agosto 2020, Bench, un marchio di abbigliamento filippino, è stato anche accolto sui social media come il nuovo sponsor della serie.
Poche ore prima della première dell'episodio 9, "Say It With Love", lo sceneggiatore della serie Ash M. Malanum, ha twittato che sarebbero stati realizzati altri tre episodi portando il totale degli episodi a 13. Tuttavia, il rilascio di questi episodi è stato ritardato di due settimane dopo che il 2 agosto 2020 il governo filippino ha deciso di riportare Metro Manila e le province vicine alla quarantena comunitaria avanzata modificata (MECQ).

### Riprese
I primi nove episodi della serie sono stati girati completamente online a causa delle restrizioni di quarantena. Agli attori principali Elijah, Kokoy, Adrianna e Kyle è stato chiesto di montare le cornici e truccarsi da soli e Ivan ha diretto le riprese online. I membri della famiglia di Kokoy de Santos ed Elijah Canlas sono stati anche accreditati per aver contribuito alla produzione mentre gli attori stessi recitano nella loro casa. Anche il fratello di Elijah, Jerom e il padre Rommel, hanno recitato nella serie rispettivamente come il fratello e il padre del personaggio di Cairo.

### Futuro
The IdeaFirst Company ha annunciato che il 19 giugno 2020 realizzerà una serie spin-off di Gameboys intitolata Pearl Next Door. Adrianna So riprenderà il ruolo dell'omonimo personaggio, accanto a Iana Bernardez, Philip Hernandez, Rachel Coates e Cedrick Juan.
Il 13 settembre 2020, dopo la première del finale della stagione 1, IdeaFirst Company ha annunciato che la serie avrà una seconda stagione. Prima di questo annuncio, la società di produzione aveva annunciato che sarebbe stato realizzato un adattamento cinematografico della serie. Il 22 gennaio 2021, un teaser ufficiale per la seconda stagione è stato caricato sul canale YouTube di IdeaFirst Company in collaborazione con il singolo 'Hanggang sa Huli' del gruppo P-Pop SB19.
Il 13 giugno 2021, Gameboys è stato presentato in anteprima sul canale digitale GMA Network di Heart of Asia Channel, in onda ogni domenica dalle 23:00 alle 24:00.
Come dichiarato dalla The IdeaFirst Company, la seconda stagione della webserie è stata distribuita a partire dal 22 maggio 2022.

## Distribuzione

### YouTube
Il primo episodio, "Pass or Play", è stato presentato in anteprima su YouTube il 22 maggio 2020 alle 20:00 (ora standard filippina). La serie è considerata il primo dramma BL filippino ad essere prodotto da un media professionale.
Il 20 settembre 2020 è stato pubblicato "Alt Gameboys" (episodio 13.5) dedicato al viaggio di Terrence nel lato oscuro di internet e degli appuntamenti online, notoriamente denominato Alter (abbreviazione di Alternate) World. Diretto da Perci Intalan, introduce anche un nuovo personaggio, Achilles De Dios.

### Netflix
Il 23 novembre 2020, l'account Twitter di Netflix Filippine ha annunciato che una Level-Up Edition sarebbe stata pubblicata a livello globale a partire dal 30 dicembre 2020. In linea con la "Level-Up Edition", le scene originali sono state aggiornate e ri-girate con filmati aggiuntivi, nuova corrispondenza e storie "Vidgram" dei personaggi mai viste prima. In questa versione i primi due episodi sono stati rieditati in un unico episodio (intitolato "Pass or Play?") e di conseguenza tutti gli episodi successivi della stagione sono stati rinumerati. "AltGameboys", originariamente numerato 13.5, è presentato come l'episodio 13.

### TV
La webserie è stata trasmessa in anteprima il 13 giugno 2021 attraverso il canale Heart of Asia Channel in Digital TV Box a livello nazionale.

## Opere correlate

### Il film
Il 31 luglio 2021 è stato distribuito il film Gameboys: The Movie.

### Spin-off
Sono stati realizzati due spin-off di Gameboys: la webserie Pearl Next Door, che racconta la storia di Pearl Gatdula, e il film PaThirsty, che racconta la storia d'amore tra Pearl e Achilles de Dios.

## Episodi

### Stagione 1 (2020)
| N°   | Titolo                | Pubblicazione     |
| ---- | --------------------- | ----------------- |
| 1    | Pass or Play?         | 22 maggio 2020    |
| 2    | Game of Love          | 3 giugno 2020     |
| 3    | Strangers Online      | 12 giugno 2020    |
| 4    | One Who is Victorious | 19 giugno 2020    |
| 5    | Thrill of the Chase   | 26 giugno 2020    |
| 6    | Secret Party          | 3 luglio 2020     |
| 7    | Elephant in the Room  | 10 luglio 2020    |
| 8    | No Matter What        | 17 luglio 2020    |
| 9    | Say It With Love      | 24 luglio 2020    |
| 10   | Pass or Play 2        | 31 luglio 2020    |
| 11   | Stay Strong Forever   | 23 agosto 2020    |
| 12   | Jealousy In The Air   | 30 agosto 2020    |
| 13   | Crossing The Line     | 13 settembre 2020 |
| 13.5 | Alt Gameboys          | 20 settembre 2020 |

### Stagione 2 (2022)
| N° | Titolo               | Pubblicazione  |
| -- | -------------------- | -------------- |
| 1  | Hi, Lovebirds        | 22 maggio 2022 |
| 2  | Work in Progress     | 22 maggio 2022 |
| 3  | Feel at Home         | 29 maggio 2022 |
| 4  | A Welcome Surprise   | 29 maggio 2022 |
| 5  | Chip on the Shoulder | 5 giugno 2022  |
| 6  | Bad News             | 5 giugno 2022  |
| 7  | Dilemma              | 12 giugno 2022 |
| 8  | No Matter What 2     | 12 giugno 2022 |

## Musica
| Titolo della canzone | Eseguita da                       | Testi di                         | Musica per    | Data di uscita | Piattaforme       |
| -------------------- | --------------------------------- | -------------------------------- | ------------- | -------------- | ----------------- |
| Isang Laro           | Nasser & Kokoy De Santos          | Emerzon Texon                    | Emerzon Texon | 29 maggio 2020 | YouTube e Spotify |
| Panalo Ka            | Dex Yu                            | Emerzon Texon                    | Emerzon Texon | 23 giugno 2020 | YouTube e Spotify |
| Pag-Asa              | Elijah Canlas                     | Emerzon Texon                    | Emerzon Texon | 1 luglio 2020  | YouTube           |
| Angel of Peace       | Elijah Canlas                     | Elijah Canlas                    | Emerzon Texon | 3 luglio 2020  | YouTube           |
| Hiling               | Joshua Ronett                     | Emerzon Texon & Elmer Gatchalian | Emerzon Texon | 7 luglio 2020  | YouTube           |
| My Kind of Love      | Elora Españo                      | Emerzon Texon                    | Emerzon Texon | 10 luglio 2020 | YouTube           |
| Ngayon               | Emerzon Texon feat. Dex Yu        | Emerzon Texon                    | Emerzon Texon | 7 agosto 2020  | YouTube e Spotify |
| Ikaw at Ako          | Emerzon Texon feat. Joshua Ronett | Emerzon Texon                    | Emerzon Texon | 23 agosto 2020 | YouTube           |